# 쿠이커혼제

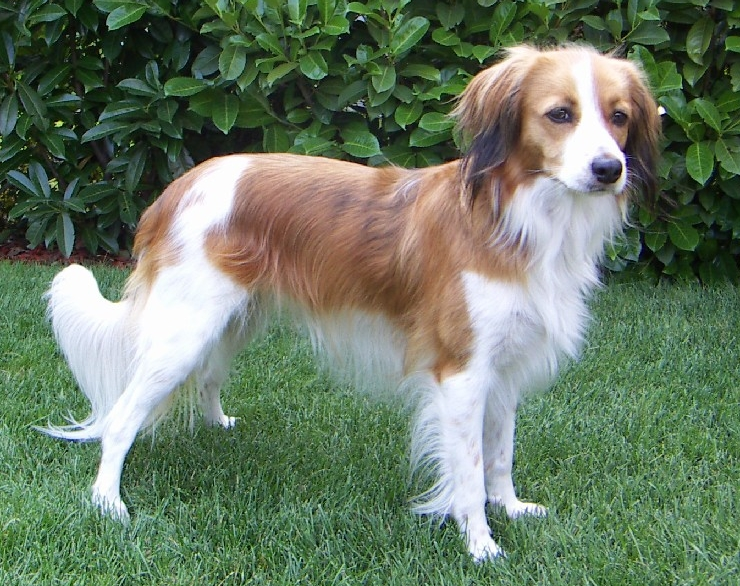

쿠이커혼제(Kooikerhondje)는 네덜란드 혈통의 소형 스패니얼 유형의 개로, 원래는 사역견, 특히 오리를 유인하기 위한 오리 미끼(eendenkooi) 역할을 수행했다. 쿠이커혼제는 17세기와 18세기에 인기가 있었고 잰 스틴(Jan Steen)의 그림에도 등장한다.

## 설명

### 모습
쿠이커혼제는 작고 화려한 오렌지색과 흰색의 스패니얼 같은 스포츠 개이다. 원래 네덜란드에서 오리 미끼견으로 사육된 이 개는 짙은 흰색 깃털이 달린 꼬리를 경쾌하게 파도치며 오리를 유인하여 인공 연못으로 따라오게 한다. 덫을 작동하지 않을 때 쿠이커혼제는 해충을 잡기 위해 농장에서 작업해야 했다. 기갑에서 선호되는 키는 수컷의 경우 40cm(미국의 경우 16인치), 암컷의 경우 38cm(미국의 경우 15인치)이다. FCI 표준은 수컷의 경우 38~41cm, 암컷의 경우 36~39cm의 범위를 허용한다. 미국에서 허용되는 키는 수컷의 경우 14.5~17.5인치, 암컷의 경우 13.5~16.5인치이다. 쿠이커의 비율은 정사각형이 아니다. 쿠이커의 뼈대와 질은 적당하다. 머리는 개에 비례한다. 표정은 온화하고 기민하다. 귀는 주황색-빨간색이어야 하며 깃털이 잘 달려 있고 귀걸이로 장식하는 것이 이상적이다. 쿠이커의 색상은 순백색 바탕에 투명한 주황색-빨간색의 뚜렷한 패치가 바람직하지만 다리에 몇 개의 작은 점은 허용된다. 색깔은 가슴, 배, 블레이즈와 함께 등이 우세해야 하며 대부분의 다리와 꼬리는 흰색이어야 한다. 검은 귀가 있다. 색상이 주황색-빨간색에서 흰색으로 변하는 검은색 꼬리 고리는 허용된다. 등이 빨간색인 개는 허용되지만 선호되지는 않는다.